# SLC25A22
SLC25A22 (англ. Solute carrier family 25 member 22) – білок, який кодується однойменним геном, розташованим у людей на короткому плечі 11-ї хромосоми. Довжина поліпептидного ланцюга білка становить 323 амінокислот, а молекулярна маса — 34 470.
| 10         |  | 20         |  | 30         |  | 40         |  | 50         |
| ---------- |  | ---------- |  | ---------- |  | ---------- |  | ---------- |
| MADKQISLPA |  | KLINGGIAGL |  | IGVTCVFPID |  | LAKTRLQNQQ |  | NGQRVYTSMS |
| DCLIKTVRSE |  | GYFGMYRGAA |  | VNLTLVTPEK |  | AIKLAANDFF |  | RHQLSKDGQK |
| LTLLKEMLAG |  | CGAGTCQVIV |  | TTPMEMLKIQ |  | LQDAGRIAAQ |  | RKILAAQGQL |
| SAQGGAQPSV |  | EAPAAPRPTA |  | TQLTRDLLRS |  | RGIAGLYKGL |  | GATLLRDVPF |
| SVVYFPLFAN |  | LNQLGRPASE |  | EKSPFYVSFL |  | AGCVAGSAAA |  | VAVNPCDVVK |
| TRLQSLQRGV |  | NEDTYSGILD |  | CARKILRHEG |  | PSAFLKGAYC |  | RALVIAPLFG |
| IAQVVYFLGI |  | AESLLGLLQD |  | PQA        |  |            |  |            |

A: Аланін

C: Цистеїн

D: Аспарагінова кислота

E: Глутамінова кислота

F: Фенілаланін

G: Гліцин

H: Гістидин

I: Ізолейцин

K: Лізин

L: Лейцин

M: Метіонін

N: Аспарагін

P: Пролін

Q: Глутамін

R: Аргінін

S: Серин

T: Треонін

V: Валін

Задіяний у таких біологічних процесах, як транспорт, симпортний транспорт. 
Локалізований у мембрані, мітохондрії, внутрішній мембрані мітохондрії.